# Јангћуен
Јангћуен (阳泉) град је Кини у покрајини Шанси. Према процени из 2009. у граду је живело 428.722 становника.

## Становништво
Према процени, у граду је 2009. живело 428.722 становника.
| 1990.   | 2000.   | 2009    |
| ------- | ------- | ------- |
| 321.532 | 384.343 | 428.722 |